# Tocapa
Tocapa är en ort i Mexiko.   Den ligger i kommunen Chapulhuacán och delstaten Hidalgo, i den sydöstra delen av landet, 200 km norr om huvudstaden Mexico City. Tocapa ligger 846 meter över havet och antalet invånare är 158.
Terrängen runt Tocapa är kuperad österut, men västerut är den bergig. Runt Tocapa är det ganska tätbefolkat, med 60 invånare per kvadratkilometer. Närmaste större samhälle är Tamazunchale, 12,3 km nordost om Tocapa. I omgivningarna runt Tocapa växer i huvudsak städsegrön lövskog.